# أصلة (حيوان خرافي)

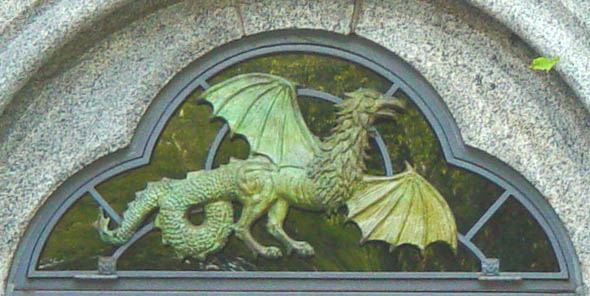
أصلة فوق بوابة قلعة بيلفيدير، في سنترال بارك في مدينة نيويورك.

الأصَلَة وتعرف أيضًا باسم أمّ طَبَق أو الصل أو الملكة أو المكللة هي حية ورد ذكرها في أساطير الأولين لا يعلم ما هي، أما الأصلة في أيامنا فهي حية. وقال الدميري في باب الحية: «وهو عظيم جدًّا له وجه كوجه الإنسان ويُقال أنه يصير كذلك إذا مرت عليه ألوف من السنين، ومن خاصية هذا أن يقتل بالنظر أيضا»، لذلك سُميت أيضًا باسم الناظر.

## لغة
ناقش اللغوي الأب أنستاس الكرملي الأصلة بشكل واسع في مجلته لغة العرب في بدايات القرن العشرين، وأورد فيها انتقادات - بما يخص الأصلة، حيث وردت في قاموس سعادة الإنكليزي لصاحبه خليل سعادة، كاتبًا: «وقد قال في (بالإنجليزية: Cockatrice)‏ صاحب «قاموس سعادة» في مادة (بالإنجليزية: Basilisk)‏ ما حرفه: "ملك التعابين (كذا بتاء مثناة وهذا المعجم مشحون أغلاطا)، وهو حيوان خرافي، قال الأقدمون إنه إذا نظر إلى شخص أو نفخ فيه قتله، ثم زادوا فقالوا: هو ثعبان هائل ذو رأسين، واحد من كل طرف، إذا فحَّ ذُعرت منه سائر التعابين (كذا، تراه يكتب الثعبان بالثاء المثلثة إذا جاء مفردًا وإذا جمعه كتبها بالتاء المثناة وهو غريب) وهربت.»
وأكمل الاقتباس عن سعادة: «أفعى خرافية زعم الأقدمون أنها تولّدت من بيضة ديك حصنتها أفعى.» ليعود منتقدًا إياه بقوله: «فقوله في الأوّل (أي عن الباسيليق) رئيس الثعابين مأخوذ من معجم بادجر الإنكليزي العربي، حيث قال صاحبه: رئيس الثعابين، أما في الثاني فلم ينقل كلمة بادجر وهي صل.»
ورأي الكرملي هو وجوب ذكر «الملكة» بإزاء «الباسيليق»، معلّلاً ذلك أن كلمة باسيليق يونانية معناها الملكي، وهي إشارة إلى أنه ملك الحيات حسب تفسيره، مضيفًا: «سماها العرب أيضًا «المكللة» لأن كل ملك لابد من أن يُكلل، ولأن بعض هذه الثعابين مكللة إكليلاً تكلم عليه العلماء.»
والكرملي يرى أن «الأصلة» من مرادفات «الملكة» أو «الباسيليق»، لأن «السلف» حسب تعبيره، وهو يقصد العرب، قد «عرّبوا اللفظة في بادئ الأمر على ما أظن بصورة «ياصلة» ثم توهموا أن الياء زائدة وأنها للجر، فقالوا: «أصلة» وكنا قد كتبنا مقالة قبل نحو ثلاثين سنة أو أكثر في مجلة المنهل وبحثنا فيها عن أسماء هذه الحية، ثم نقلت الأصلة إلى أخصر منها وهي صلة أو صل. وقد ذكر الصل والمكللة الدميري في باب الحية. وأمّا Cockatrice فقد سماها السلف «الناظر» وسماها أيضًا «الأصلة»، وقال الدميري في باب الحية: وهو عظيم جدًّا له وجه كوجه الإنسان ويُقال أنه يصير كذلك إذا مرت عليه ألوف من السنين، ومن خاصية هذا أن يقتل بالنظر أيضا.»